# سوسيولوجيا الإعلام
سوسيولوجيا الإعلام هو فرع من فروع علم الاجتماع يهتم ب دراسة وسائل الإعلام، وبحث تاريخها، وتأثيرها (خاصة في المجال السياسي والاقتصادي)، سواء من خلال ما تنقله (المحتوى) أو من خلال الوسيلة (الوسيط) المستخدمة.

## التاريخ
علم الاجتماع الإعلامي هو فرع من علم الاجتماع ، والذي يُعدّ بدوره " علم إنساني "، أي أنه نهج  لرؤية العالم تنبع من الفلسفة ولكنها تهدف إلى تحليل الروابط التفاعلية بين الأفراد والجماعات .
نشأ علم الاجتماع في أوروبا مثل معظم العلوم الإنسانية، في مطلع  القرن التاسع عشر والقرن العشرين، عندما شهدت أوروبا تغيرات جذرية بفعل الثورة الصناعية ، وتنامت عملية التحضر بشكل كبير. وبدأ توصيف "المجموعات" الكبيرة بأنها "جماهير"، كما تم اعتبار الصحافة (التي كانت في ذلك الوقت مكتوبة حصريًا كأداة  تستخدمها الطبقة المهيمنة (البرجوازية ) لفرض وجهات نظرها على الجسم الاجتماعي بأكمله.
ظهر النقد الإعلامي ، باعتباره المحرك الرئيسي لسوسيولوجيا الإعلام (الذي غالباً ما يتم الخلط بينهما)، في أعقاب  الحرب العالمية الثانية، عندما تعددت وسائل الإعلام وباتت الإذاعة ثم التلفزيون حاضرين في المنازل، و تم عدّهما  فيما بعد من وسائل الإعلام الجماهيرية ..
في بداية القرن الحادي والعشرين، ضمت  سوسيولوجيا الإعلام (ونقد وسائل الاعلام  ) : دراسة منصات الإعلام التي ظهرت مع  الإنترنت، وخاصة المدونات و وسائل التواصل الاجتماعي ووسائل التواصل الاجتماعي، التي أصبحت الآن أكثر استخداما من الصحافة التقليدية (الرئيسية).
وتتميز هذه الوسائط بشكل أساسي بحقيقة أن الحدود بين مُرسلي الإعلام ومُتلقيها تنحو  إلى أن تصبح أكثر نفاذية، مما يُجبرنا بالتالي على إعادة التفكير في مسألة الدعاية بشكل مختلف عن المصطلحات ثنائية القطبية مثل (المسيطرون/المسيطر عليهم) . واستجابةً  للكم الهائل من المعلومات ، يدرس علم الاجتماع أيضاً تيار صحفي جديد  في أوائل العقد الأول من القرن الحادي والعشرين، وهو ما يطلق عليه "الإعلام البطيء".

## المقاربة النظرية
يُفترض مبدئيا أن يكون تعريف مفهوم وسائل الإعلام تعريفا متجانسا، ولكنه في الواقع مفهوم متعدد ، ويرجع ذلك إلى أنه يتطلب أنواعًا مختلفة من الوسائط، كما يؤكد فرانسيس بال:
- وسائل الإعلام المستقلة (الكتب، الصحف، الأقراص،الخ ) التي لا تحتاج إلى أن تكون متصلة بشبكة حتى لو كانت هناك حاجة لجهاز خارجي محدد؛
- وسائل الإعلام البثية (الراديو، التلفاز، إلخ )، التي تتميز بمنطق نقل خطي بين المرسل والمستقبل؛
- وسائل الاتصال (الهاتف، الإنترنت، إلخ)، وتمثل مجموعة من وسائل الاتصالات التي تتميز بالتفاعل عن بعد بين الأفراد أو بين الفرد والجهاز

## توكفيل ودور الصحافة
في كتابه "الديمقراطية في أمريكا" [1] (المجلد الأول، 1835)، يتناول توكفيل موضوع الصحافة في دراسته للحركات الديمقراطية الحديثة في المجتمع الأمريكي. و من ثم  يحدد أهمية الإعلام، معتبراً أنه: لا ديمقراطية بدون حرية التعبير. يحدد توكفيل للصحافة ثلاثة أدوار :
- انتقاد السلطة ;
- تثقيف الجماهير  ;
- إنشاء روابط اجتماعية.

ومن ثَمَّ يُنظر إلى وسائل الإعلام على أنها علاج للآثار السلبية  للديمقراطية، و خصوصا  النزعة الفردية. و بالتالي تعد ضامنة  للحريات والأمن و مُشَكِّلة  للوعي السياسي. ومع ذلك، فإن أطروحة  توكفيل هذه التي تقيم صلة قوية بين الديمقراطية والصحافة ليست محل  إجماع من الكل .

## سيكولوجية الجماهير
في سياق التطور الذي شهده  الطب النفسي من جهة، ومن جهة أخرى ارتفاع معدلات الجريمة والانتحار ، ظهرت أفكار ثورية مع بروز حركة الجماهير  التي بدأها سكيبيو سيجيلي . هذا الأخير، و في سعيه لتفسير ارتفاع   معدلات الجريمة، طور  فكرة مفادها أن هناك صلة بين الصحافة والدوافع القاتلة. ووفقا لهذه المقاربة ، فإن الصحافة لها تأثير غير مباشر على الجماهير ، حيث  تدفع بعض الافراد إلى أن يصبحوا مجرمين.
وانضم إليه غوستاف ليبون . حيث دافع عن فكرة وجود صنفين  من الناس، أشخاص  "متفوقون"، يتميزون بقدرتهم على الكذب و  قادرون على التلاعب بالآخرين، و أشخاص  "أدنى مرتبة " ذوي  شخصية ساذجة و يمكن  التأثير عليهم بسهولة . و هكذا، وفقا لما أورده ، تنشأ  الأفكار من طريق  التقليد و تمتد عن طريق العدوى. و على هذا  فإن هذه الجماهير  تشكل عقبة  أمام تطور المجتمع.